# Tangyuan (maträtt)

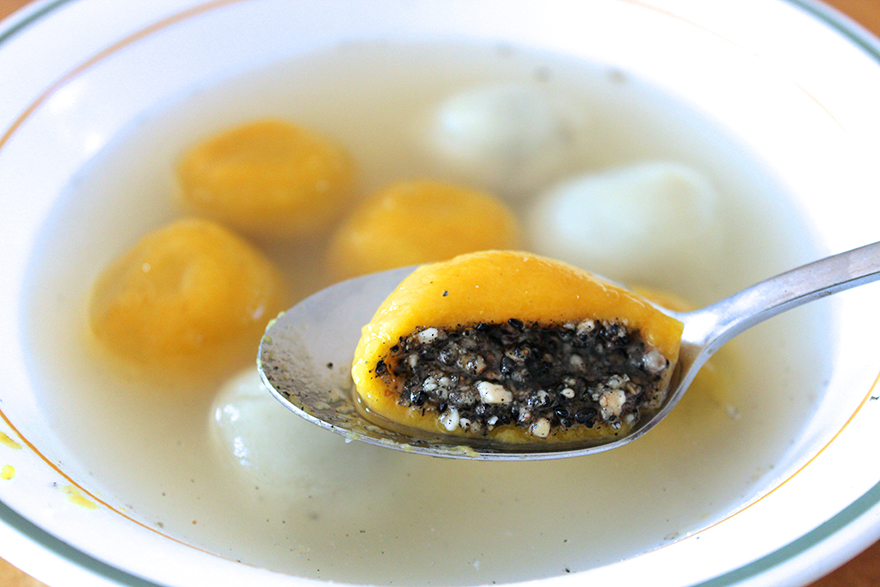
Tangyuan med sesamfyllning

Tangyuan (kinesiska: 汤圆, pinyin: Tāng Yuán, i södra Kina även kallat 汤团, pinyin: Tāng Tuán) är en kinesisk maträtt/dessert gjord av grötrismjöl. Grötrismjölet är blandat med en liten kvantitet vatten och formas till bollar och kokas och serveras i kokat vatten. Traditionellt äts tangyuan i samband med firandet av Yuanxiao, det kinesiska nyåret och Dongzhi.

## Ingredienser
Huvudingrediensen för tangyuan är grötrismjöl. Tangyuanbollar kan vara fyllda eller ofyllda, fyllningen kan smaka sött eller umami.
Söt fyllning kan bestå av:
- En bit skuret sockerrör/kandisocker
- Svart sesam, blandad med socker och ister, den mest förekommande fyllningen
- Azukibönor
- Jordnötter och socker

## Servering
Tangyuan kokas i kokande vatten. Fyllda tangyuan serveras med det kokade vattnet som är "soppan".
Ofyllda tangyuan serveras i söt efterrättssoppa. Förekommande typer:
- Azukibönsoppa
- Svartsesamsoppa
- Ingefära och kandisocker
- Jiuniang, kandisocker, söt osmanthus

## Liknande rätter
I södra Vietnam serveras en liknande rätt vid namn chè xôi nước i mild, söt vätska smaksatt med ingefära.